# Maltese First Division 1918/1919
Soutěžní ročník Maltese First Division 1918/19 byl 8. ročníkem Maltese First Division, nejvyšší maltské fotbalové ligy. Soutěž byla v této sezóně zúžena z 8 na 5 účastníků. Šampionem se poprvé v historii stal King’s Own Malta Regiment.

## Tabulka
| Poř. | Tým                       | Z | V | R | P | VG | OG | B |
| ---- | ------------------------- | - | - | - | - | -- | -- | - |
| 1.   | King’s Own Malta Regiment | 4 | 4 | 0 | 0 | 9  | 1  | 8 |
| 2.   | Ħamrun United             | 4 | 3 | 0 | 1 | 6  | 4  | 6 |
| 3.   | Army Service Corps        | 4 | 1 | 0 | 3 | 5  | 5  | 2 |
| 4.   | Sliema Amateurs           | 4 | 1 | 0 | 3 | 6  | 8  | 2 |
| 5.   | Cospicua Rangers          | 4 | 1 | 0 | 3 | 0  | 8  | 2 |

|  | Vítěz ligy |